# 姜鍾寬
姜鍾寬（강종관，1959年—），北韓政治家，任職陸海運部部長及最高人民會議代議員。

## 生平
外間對於他的事跡所知不多。2003年，他成為新義州港的管理人，並出任平安北道人民會議議員一職。2007年，被提拔為陸海運部港灣水上運輸管理局局長。2012年5月晉升升為該部門的部長。2014年3月的最高人民會議選舉中，他當選為代議員。

## 資料來源
1. 1 2 3  .   [2014-03-27]. （原始内容存档于2016-03-05）.
2. ↑  "북한 상업상 '김봉철→리성호' 교체 확인" （页面存档备份，存于） 《Daliy NK》 2012 5 14